# Teonanácatl

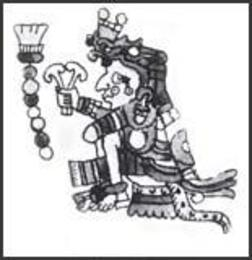
Teonanácatl (carne de dios)

Teonanácatl es parte de los hongos psilocibios de México y conocido desde los tiempos anteriores a la conquista española. Su nombre científico es Panaeolus campanulatus var. sphinctrinus, aunque algunos sostienen que también es Psilocybe mexicana.  

## Relación con los dioses

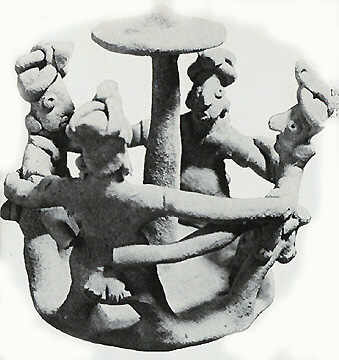
El hongo sagrado

En el Codex Vindobonensis (Códice de Viena) se puede identificar una imagen de Quetzalcóatl que lleva a una mujer a sus espaldas de la misma manera como los novios llevaban a sus esposas en el antiguo México. La mujer porta tres hongos, Uno de ellos tiene las características de teonanácatl. 
En el Codex Magliabechiano se puede apreciar un hombre sentado comiendo hongos. Sobre él vuela la imagen de un dios difícil de identificar. A sus pies brotan tres hongos del suelo. Han sido coloreados con el color verde del jade, el símbolo de los sagrado dentro de los aztecas. 
El carácter ritual de estos hongos quedó registrado por el padre dominico Diego Durán. En su descripción de la coronación del emperador azteca Ahuitzotl en 1486 cuenta que se sirvieron "hongos embriagantes" (Davis, 109). Por su parte Tezozómoc describió que un ritual similar se celebró en la coronación de su abuelo Moctezuma en 1502.  
Asimismo, el franciscano Bernardino de Sahagún describió en Historia de las cosas de la Nueva España «un pequeño hongo negro que llaman nanacatl que ejercía en los indígenas de manera terrorífica, excitante, perturbante o imprimía en ellos una alegría notoria.»
También se refiere a ellos Toribio de Benavente en su "Historia de los indios de la Nueva España" de 1541: Tenían otra manera de embriaguez que los hacia mas crueles: era con unos hongos o setas pequeñas, que comidos crudos y por ser amargos, beben tras ellos o comen con ellos un poco de miel; y de alli a poco rato veian mil visiones, en especial culebras, y como salian fuera de todo sentido, pareciales que las piernas y el cuerpo tenian llenos de gusanos que los comian vivos, y con esta bestial embriaguez y trabajo que sentian, acontecia alguna vez ahorcarse, y tambien eran contra los otros mas crueles. A estos hongos llaman en su lengua Teonanacatl, quequiere decir carne de Dios, del demonio que ellos adoraban; y de la dicha manera con aquel amargo manjar su cruel dios los comuigaba.

## Historia
Conocido por varios grupos indígenas de México como el "hongo sagrado", la historia de este hongo ha sido resumida por Wade Davis en el segundo capítulo de El río, exploraciones y descubrimientos en la selva amazónica.